# Flachbandleitung

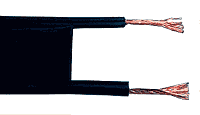
Zweidrahtleitung mit den zwei Leitern und schwarzer Kunststoffummantelung

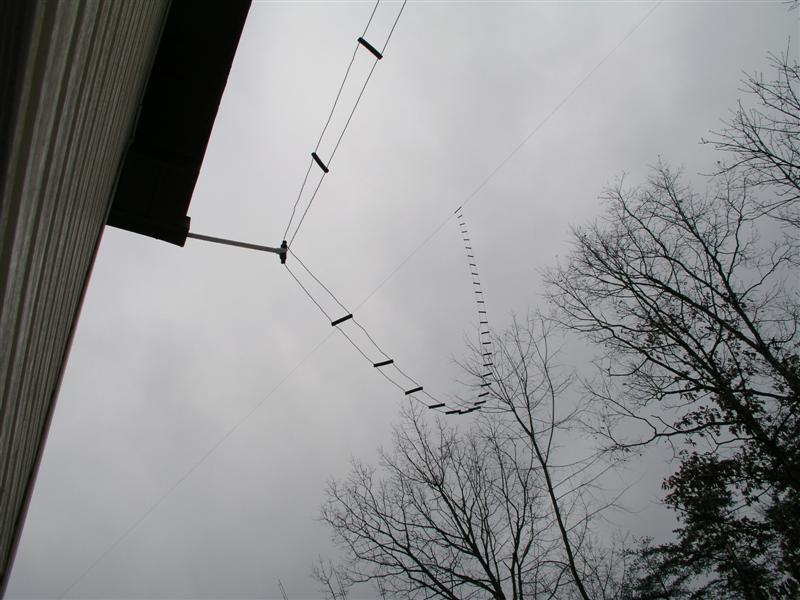
Typische „Hühnerleiter“: eine Zweidrahtleitung mit isolierenden Abstandshaltern zur Speisung einer Antenne.

Eine Zweidrahtleitung, auch Flachbandleitung, englisch twin lead, oder selten Paralleldraht- sowie Zwillingsleitung genannt, ist eine im Leitungswellenwiderstand definierte, zweipolige elektrische Leitung, welche im Bereich der Hochfrequenztechnik zur symmetrischen Übertragung von hochfrequenten Signalen verwendet wird. Übliche Anwendung dieser Leitungen ist die elektrische Anbindung von symmetrischen Antennen im Frequenzbereich von einigen kHz bis zu einigen 100 MHz.
Je nach konkreter Ausführungsform sind für diese Leitungsform verschiedene weitere Begriffe üblich. Ist die Zweidrahtleitung als offene Zweidrahtleitung mit Abstandshaltern ausgeführt, wird sie umgangssprachlich und unter Funkamateuren auch als „Hühnerleiter“ bezeichnet und unter dieser Bezeichnung über den Fachhandel vertrieben. Die halboffene Bandleitung, englisch window line, ist durch regelmäßige angeordnete Öffnungen im Isolationsmaterial zwischen den beiden Leitern gekennzeichnet.

## Aufbau
Die beiden elektrischen Leiter befinden sich bei dieser Leitung in einem charakteristischen Abstand zueinander, welcher unter anderem den Leitungswellenwiderstand der Leitung bestimmt, und werden durch Abstandshalter bzw. eine Kunststoffummantelung entlang der Leitung auf diesem charakteristischen Abstand gehalten. Die Zweidrahtleitung stellt eine von mehreren Bauformen der sogenannten Lecher-Leitung dar.
Im Gegensatz zu den im Bereich der Datenübertragung verwendeten symmetrischen Kabeln sind die Abstände zwischen den Leitern in engeren Toleranzen ausgeführt, es liegt keine Verdrillung vor, und zur Erzielung eines hohen Leitungswellenwiderstandes sind die Leiter in einem größeren räumlichen Abstand angeordnet.
Nicht mit der Flachbandleitung zu verwechseln sind die Flachbandkabel, die primär im Bereich der Datenverarbeitung zwischen verschiedenen Komponenten innerhalb eines Rechnersystems eingesetzt werden. Flachbandkabel sind meist als mehradriges Kabel mit deutlich über zwei Adern ausgeführt, bei dem die Adern nicht kreisförmig gebündelt angeordnet, sondern flach und parallel nebeneinander geführt sind. Flachbandkabel sind im Regfall nicht impedanzkontrolliert ausgeführt, weisen also keinen definierten Leitungswellenwiderstand auf.

## Anwendung

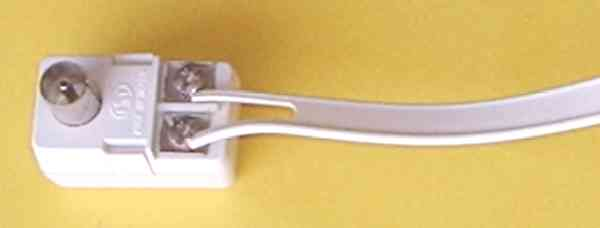
Balun zur Impedanzanpassung einer Zweidrahtleitung an den koaxialen Antenneneingang bei Fernsehgerät

Flachbandleitungen oder symmetrische Speiseleitung wurden Mitte des 20. Jahrhunderts bei Röhrenempfängern und den ersten Fernsehempfängern zur Verbindung des Empfangsgerätes mit der Antenne verwendet, da damit die symmetrische Empfangsantenne ohne Impedanzanpassung verbunden werden kann. Koaxialkabel waren zudem sehr teuer und wiesen eine andere Impedanz auf.
Die symmetrische Speiseleitung ist eine sogenannte Lecher-Leitung. Sie weist verglichen mit dem Koaxkabel eine geringere Dämpfung und eine höhere Spannungsfestigkeit auf. Durch ihre symmetrische Ausführung ist sie unempfindlicher gegen elektrische Störungen und sie selber strahlt nicht. Ein Vorteil, der auch heute noch bei der professionellen Audioverkabelung genutzt wird.
Sie hat aber auch Nachteile. Mehrere räumlich knapp parallel geführte Flachbandleitungen weisen starke und meist unerwünschte Kopplungen auf. Bei der Kabelführung einer Zweidrahtleitung ist beispielsweise darauf zu achten, dass sich keine metallischen Gegenstände neben der Zweidrahtleitung befinden.
Der an Empfängern üblich gewordene koaxiale Antennenanschluss ist elektrisch asymmetrisch. Das Antennensignal wird hier nur einphasig und nur im Innenleiter geführt. Das außenliegende Kupfergeflecht ist vom Innenleiter durch eine Kunststoff-Isolation getrennt und schirmt ihn ab.
Die notwendige Transformation der Antennensignale von der asymmetrischen Zweitdrahtleitung auf die koaxiale asymmetrische Anschlussdose, erfolgt mittels eines im Stecker verbauten Leitungstransformators Balun.
Weitere Anwendungen liegen im Bereich von Amateurfunkantennen oder kommerzielle Sendeanlagen wie DCF77 zum Anschluss von symmetrischen Antennen. Man nutzt sie auch als Leitungstransformator. Die symmetrische Signalführung wird auch in der professionellen Audiotechnik wie Bühnen und Studiotechnik verwendet, weil sie unempfindlicher gegenüber elektrischer Störstrahlung ist.
Die Flachbandleitung ist ein Kompromiss zwischen den elektrischen Vorteilen der symmetrischen Leitungsführung und der praktischen Handhabung bei der Verlegung und Anwendung im Haushalt. Die Flachbandleitung ist nicht luftisoliert und damit hat sie größere Verluste als eine traditionelle luftisolierte Zweidrahtleitung. Dafür ist jedoch an jeder Stelle der Flachbandleitung die parallele Leiterführung gewährleistet. Diese ist für den Wellenwiderstand (Impedanz) und der Störunempfindlichkeit der Leitung verantwortlich.
Praktisch ist diese Leitung kaum noch in Haushalten zu finden, denn sie wurde durch die immer besser und preiswerter werdenden Koaxialkabel verdrängt.
Seit Mitte der 70er Jahre dominiert die immer beliebter werdende koaxiale Bauform in 75 Ohm Technik in der Hausinstallation und der Unterhaltungselektronik. Sie ist praktischer in der Anwendung und die Halbleitertechnik ist niederohmiger als frühere Röhrenempfänger.
Hochohmige (240 Ohm) symmetrische Antenneneingänge findet man heute eigentlich nicht mehr sehr häufig. Und wenn, wurde der Leitungstransformator Balun einfach zusätzlich eingebaut.

## Parameter

Dimensionierung einer Zweidrahtleitung

Der Leitungswellenwiderstand {\displaystyle Z} einer Flachbandleitung, wie in nebenstehender Skizze, beträgt:
{\displaystyle Z={\frac {120\,\Omega }{\sqrt {\varepsilon _{\mathrm {r} }}}}\cdot \operatorname {arcosh} \left({\frac {a}{d}}\right)={\frac {120\,\Omega }{\sqrt {\varepsilon _{\mathrm {r} }}}}\cdot \operatorname {ln} \left({\frac {a}{d}}+{\sqrt {\left({\frac {a}{d}}\right)^{2}-1}}\right)}
mit der relativen Permittivität {\displaystyle \varepsilon _{\mathrm {r} }}, welche eine Stoffkonstante des verwendeten Isolationsmaterials zwischen den Leitern darstellt, und 120 Ω als durch die Kreiszahl {\displaystyle \pi \,} dividierter Wellenwiderstand des Vakuums.
Übliche Leitungswellenwiderstände von Zweidrahtleitungen betragen 600 Ω, 450 Ω, 300 Ω und 75 Ω. Insbesondere die Flachbandleitung mit 300 Ω war bei frühen Radio- und den ersten Fernsehempfängern ein üblicher Wert, welcher bei neueren Empfangsgeräten mit koaxialem Antennenanschluss durch einen Balun mit Impedanzanpassung von Faktor 4 auf die bei Koaxialkabeln üblichen 75 Ω umgesetzt werden kann. Für die größeren Leistungen von Sendeanlagen wird der Leitungswellenwiderstand bei 185 Ω gewählt, da dort die Verluste geringer sind.
Bei gegebenem Isolationsmaterial ergeben sich bei der Zweidrahtleitung folgende optimale Leitungswellenwiderstände:
- Kleinste Dämpfung bei a/d ≈ 2,276 mit Z = 175,6 Ω
- Größte Spannungsfestigkeit bei a/d ≈ 2,932 mit Z = 208,6 Ω
- Größte Leistungsübertragung bei a/d ≈ 2,146 mit Z = 167,7 Ω